# Lijst van Byzantijnse keizers

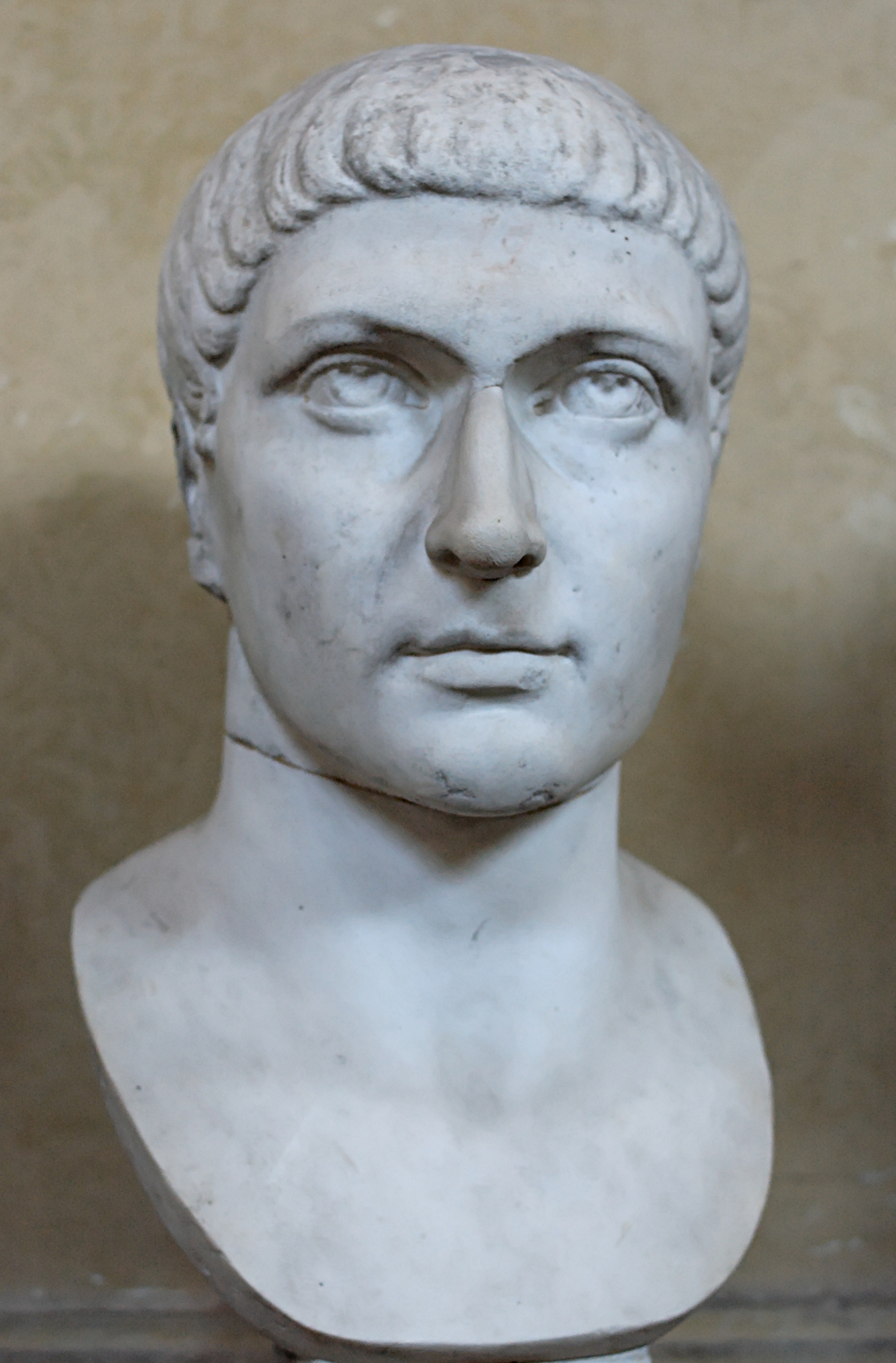
Constantijn I de Grote wordt gezien als de eerste Byzantijnse keizer.

Het Byzantijnse Rijk is een voortzetting van het oostelijk deel van het Romeinse Rijk na de val van het westelijk deel in 476. De splitsing van het Romeinse Rijk begint wanneer Diocletianus in 284 het Keizerrijk in een Westelijk en Oostelijk deel verdeelt voor bestuurlijke doeleinden. Een diepere splitsing tussen Oost en West vindt plaats vanaf 364. Men kan echter reeds spreken van het Byzantijnse Rijk wanneer Constantijn de Grote de hoofdstad in 330 van Rome verplaatst naar de Griekse stad Byzantium aan de Bosporus, het latere Constantinopel, het huidige Istanboel. De definitieve splitsing was in 395 toen de laatste keizer die over het onverdeelde rijk heerste stierf. 
Voor de lijst keizers vanaf het begin van het keizerrijk tot de val van het westelijke gedeelte, zie Keizers van Rome.

## Legenda
| Kleur | Betekenis            |
| ----- | -------------------- |
|       | Onder- of medekeizer |
|       | Tegenkeizer          |

## Oost-Romeinse of Vroege Byzantijnse Rijk
| Keizer                     | Volledige naam                       | Regeringsperiode         | Opmerking                                                            |
| Constantijnse dynastie     | Constantijnse dynastie               | Constantijnse dynastie   | Constantijnse dynastie                                               |
| -------------------------- | ------------------------------------ | ------------------------ | -------------------------------------------------------------------- |
| Constantijn I              | Flavius Valerius Constantinus        | 306–337                  | Stichtte Constantinopel                                              |
| Calocaerus                 | onbekend                             | 333/334                  | Tegenkeizer op Cyprus                                                |
| Dalmatius                  | Flavius Dalmatius                    | 335–337                  | Onderkeizer van zijn oom Constantijn                                 |
| Hannibalianus              | Flavius Hannibalianus                | 335–337                  | Rex Regum et Ponticarum Gentium                                      |
| Constantius II             | Flavius Julius Constantius           | 337–361                  | Keizer in het oosten, sinds 353 alleenheerser                        |
| Constantius Gallus         | Flavius Constantius Gallus           | 351–354                  | Neef van Constantius II, onderkeizer in Syrië                        |
| Julianus Apostata          | Flavius Claudius Iulianus            | 355–361 (Caesar) 361–363 |                                                                      |
| Jovianus                   | Flavius Iovianus                     | 363–364                  | Geen lid van de dynastie van Constantijn                             |
| Dynastie van Valentinianus |                                      |                          |                                                                      |
| Valens                     | Flavius Iulius Valens                | 364–378                  |                                                                      |
| Procopius                  | onbekend                             | 365–366                  | Tegenkeizer in het oosten, geëxecuteerd                              |
| Marcellus                  | onbekend                             | 366                      | Tegenkeizer in het oosten, geëxecuteerd                              |
| Dynastie van Theodosius    |                                      |                          |                                                                      |
| Theodosius I               | Flavius Theodosius                   | 379–395                  | Keizer in het oosten, sinds 394 laatste heerser over het gehele rijk |
| Arcadius                   | Flavius Arcadius                     | 395–408                  | Keizer in het oosten, zoon van Theodosius                            |
| Theodosius II              | Flavius Theodosius                   | 408–450                  | Keizer in het oosten                                                 |
| Marcianus                  | Flavius Marcianus                    | 450–457                  | Keizer in het oosten, aangetrouwd lid van de dynastie                |
| Thracische dynastie        |                                      |                          |                                                                      |
| Leo I                      | Flavius Valerius Leo                 | 457–474                  |                                                                      |
| Leo II                     | Flavius Leo                          | 474                      |                                                                      |
| Zeno                       | Tarasicodissa Zeno                   | 474–491                  |                                                                      |
| Basiliscus                 | Flavius Basiliscus                   | 475–476                  | Tegenkeizer, stierf in ballingschap                                  |
| Anastasius I               | Flavius Anastasius                   | 491–518                  |                                                                      |
| Justiniaanse dynastie      |                                      |                          |                                                                      |
| Justinus I                 | Flavius Iustinus                     | 518–527                  |                                                                      |
| Justinianus I              | Flavius Petrus Sabbatius Iustinianus | 527–565                  |                                                                      |
| Justinus II                | Flavius Iustinus                     | 565–578                  |                                                                      |
| Tiberius I Constantijn     | Flavius Tiberius Constantinus        | 574–578 (Caesar) 578–582 | Regeerde sinds eind 574 namens de geesteszieke Justinus II           |
| Mauricius                  | Flavius Mauricius Tiberius           | 582–602                  | Geëxecuteerd door Phocas                                             |
| Phocas                     | Flavius Phocas                       | 602–610                  | Geen lid van de dynastie                                             |

## Dynastie van Herakleios
| Keizer                  | Volledige naam               | Regeringsperiode | Opmerking                             |
| Herakliden              | Herakliden                   | Herakliden       | Herakliden                            |
| ----------------------- | ---------------------------- | ---------------- | ------------------------------------- |
| Herakleios              | Flavius Heraclius            | 610–641          | Grieks vervangt Latijn, Opkomst Islam |
| Constantijn III         | Herakleios Neos Konstantinos | 641              |                                       |
| Heraklonas              | Konstantinos Herakleios      | 641              | Stierf in ballingschap                |
| Constans II             | Konstantinos                 | 641–668          |                                       |
| Gregorios               | onbekend                     | 646–647          | Usurpator in Carthago/Africa          |
| Olympios                | onbekend                     | ca. 651–651/652  | Usurpator in Italië                   |
| Mizizios                | onbekend                     | 668              | Tegenkeizer op Sicilië                |
| Constantijn IV          | Konstantinos Pogonatos       | 668–685          |                                       |
| Justinianus II          | Ioustinianos Rhinotmetos     | 685–695 705–711  |                                       |
| Niet-dynastieke keizers |                              |                  |                                       |
| Leontios                | Leon                         | 695–698          |                                       |
| Tiberios II             | Apsimaros, Tiberios          | 698–705          |                                       |
| Philippikos             | Philippikos Bardanes         | 711–713          |                                       |
| Anastasios II           | Artemios, Anastasios         | 713–715          |                                       |
| Theodosios III          | Theodosios                   | 715–717          |                                       |

## Iconoclasme
| Keizer                  | Volledige naam                            | Regeringsperiode  | Opmerking                                    |
| Syrische dynastie       | Syrische dynastie                         | Syrische dynastie | Syrische dynastie                            |
| ----------------------- | ----------------------------------------- | ----------------- | -------------------------------------------- |
| Leo III                 | Leon o Isauros                            | 717–741           |                                              |
| Constantijn V           | Konstantinos Kopronymos                   | 741–775           |                                              |
| Artabasdos              | Artabasdos                                | 741–743           | Tegenkeizer                                  |
| Leo IV                  | Leon o Chasaros                           | 775–780           |                                              |
| Constantijn VI          | Konstantinos                              | 780–797           |                                              |
| Irene                   | Eirene                                    | 797–802           | Eerste keizerin, Karel de Grote wordt keizer |
| Niet-dynastieke keizers |                                           |                   |                                              |
| Nikephoros I            | Nikophoros Logothetes, Nikephoros Genikos | 802–811           |                                              |
| Staurakios              | Staurakios                                | 811               |                                              |
| Michaël I               | Michael Rhangabes                         | 811–813           |                                              |
| Leo V                   | Leon o Armenios                           | 813–820           |                                              |
| Amorische dynastie      |                                           |                   |                                              |
| Michaël II              | Michael Psellos                           | 820–829           | Liet Leo V vermoorden                        |
| Thomas                  | Thomas                                    | 820–822           | Tegenkeizer, Slavisch veldheer, geëxecuteerd |
| Theophilos              | Theophilos                                | 829–842           |                                              |
| Michaël III             | Michael Methousos                         | 842–867           | Kerstening van de Bulgaren                   |

## Macedonische dynastie
| Keizer                | Volledige naam                | Regeringsperiode      | Opmerking                             |
| Macedonische dynastie | Macedonische dynastie         | Macedonische dynastie | Macedonische dynastie                 |
| --------------------- | ----------------------------- | --------------------- | ------------------------------------- |
| Basileios I           | Basileios o Makedon           | 867–886               |                                       |
| Leo VI                | Leon o Philosophos            | 886–912               |                                       |
| Alexander             | Alexandros                    | 912–913               |                                       |
| Constantijn VII       | Konstantinos Porphyrogennetos | 913–959               |                                       |
| Lekapenen             |                               |                       |                                       |
| Romanos I             | Romanos Lekapenos             | 920–944               |                                       |
| Christophoros         | Christophoros Lekapenos       | 921–931               | Zoon en medekeizer van Romanos I      |
| Stephanos             | Stephanos Lekapenos           | 924–945               | Zoon en medekeizer van Romanos I      |
| Constantijn (VIII)    | Konstantinos Lekapenos        | 924–945               | Zoon en medekeizer van Romanos I      |
| Macedonische dynastie |                               |                       |                                       |
| Romanos II            | Romanos                       | 959–963               |                                       |
| Nikephoros II         | Nikephoros Phokas             | 963–969               |                                       |
| Johannes I            | Ioannes Tzimiskes             | 969–976               |                                       |
| Basileios II          | Basileios o Boulgaroktonos    | 976–1025              |                                       |
| Constantijn VIII      | Konstantinos                  | 1025–1028             |                                       |
| Romanos III           | Romanos Argyros               | 1028–1034             |                                       |
| Michaël IV            | Michael o Paphlagon           | 1034–1041             |                                       |
| Michaël V             | Michael o Kalaphates          | 1041–1042             |                                       |
| Zoë                   | Zoë Porphyrogenita            | 1042                  |                                       |
| Theodora              | Theodora                      | 1042 1055–1056        | Zuster van Zoë                        |
| Constantijn IX        | Konstantinos Monomachos       | 1042–1055             |                                       |
| Georgios              | Georgios Maniakes             | 1042–1043             | Tegenkeizer                           |
| Michaël VI            | Michael Stratiotikos          | 1056–1057             | Geen lid van de Macedonische dynastie |

## Komnenen, Doukai en Angeloi
| Keizer        | Volledige naam                      | Regeringsperiode    | Opmerking                       |
| Komnenen      | Komnenen                            | Komnenen            | Komnenen                        |
| ------------- | ----------------------------------- | ------------------- | ------------------------------- |
| Isaäk I       | Isaakios Komnenos                   | 1057–1059           |                                 |
| Doukai        |                                     |                     |                                 |
| Constantijn X | Konstantinos Doukas                 | 1059–1067           |                                 |
| Romanos IV    | Romanos Diogenes                    | 1068–1071           | Geen lid van de dynastie Doukas |
| Michaël VII   | Michael Doukas, Michael Parapinakes | 1071–1078           |                                 |
| Nikephoros    | Nikephoros Botaneiates              | 1078–1081           | Geen lid van de dynastie Doukas |
| Komnenen      |                                     |                     |                                 |
| Alexios I     | Alexios Komnenos                    | 1081–1118           |                                 |
| Johannes II   | Ioannes Komnenos                    | 1118–1143           |                                 |
| Manuel I      | Manouel Komnenos                    | 1143–1180           |                                 |
| Alexios II    | Alexios Komnenos                    | 1180–1183           |                                 |
| Andronikos I  | Andronikos Komnenos                 | 1183–1185           | Geëxecuteerd                    |
| Angeloi       |                                     |                     |                                 |
| Isaäk II      | Isaakios Angelos                    | 1185–1195 1203–1204 |                                 |
| Alexios III   | Alexios Angelos                     | 1195–1203           | Vluchtte voor de kruisvaarders  |
| Alexios IV    | Alexios Angelos                     | 1203–1204           | Geëxecuteerd                    |
| Nicolaas      | Nikolaos Kanabos                    | 1204                | Tegenkeizer                     |
| Alexios V     | Alexios Mourtzouphlos               | 1204                | Geëxecuteerd                    |

## Laskariden, Paleologen en Kantakouzenen
| Keizer           | Volledige naam                                 | Regeringsperiode | Opmerking                                                    |
| Laskariden       | Laskariden                                     | Laskariden       | Laskariden                                                   |
| ---------------- | ---------------------------------------------- | ---------------- | ------------------------------------------------------------ |
| Constantijn (XI) | Konstantinos Laskaris                          | 1204             | Nooit gekroond                                               |
| Theodoros I      | Theodoros Laskaris                             | 1204–1222        | Stichtte het Keizerrijk Nicea                                |
| Johannes III     | Ioannes Doukas Batatzes                        | 1222–1254        |                                                              |
| Theodoros II     | Theodoros Laskaris                             | 1254–1258        |                                                              |
| Johannes IV      | Ioannes Doukas Laskaris                        | 1258–1261        |                                                              |
| Paleologen       |                                                |                  |                                                              |
| Michaël VIII     | Michael Palaiologos                            | 1259–1282        | Van 1259 tot 1261 Niceaans Keizer, daarna Byzantijns Keizer. |
| Andronikos II    | Andronikos Palaiologos                         | 1282–1328        |                                                              |
| Michaël IX       | Michael Palaiologos                            | 1294–1320        | Zoon en medekeizer van Andronikos II                         |
| Andronikos III   | Andronikos Palaiologos                         | 1328–1341        |                                                              |
| Johannes V       | Ioannes Palaiologos                            | 1341–1391        |                                                              |
| Kantakouzenen    |                                                |                  |                                                              |
| Johannes VI      | Ioannes Kantakouzenos                          | 1347–1354        |                                                              |
| Mattheüs         | Matthaios Asanes Kantakouzenos                 | 1353–1357        | Zoon en medekeizer van Johannes VI.                          |
| Paleologen       |                                                |                  |                                                              |
| Andronikos IV    | Andronikos Palaiologos                         | 1376–1379        |                                                              |
| Johannes VII     | Ioannes Palaiologos                            | 1390 1399–1402   |                                                              |
| Manuel II        | Manouel Palaiologos                            | 1391–1425        |                                                              |
| Johannes VIII    | Ioannes Palaiologos                            | 1425–1448        |                                                              |
| Constantijn XI   | Konstantinos Palaiologos Konstantinos Dragases | 1448–1453        | Laatste Byzantijnse keizer                                   |